# Doppelte Mehrheit
Der Begriff doppelte Mehrheit bezeichnet ein Abstimmungsverfahren, bei dem für eine Beschlussfassung Stimmenmehrheiten nach zwei unterschiedlichen Kriterien notwendig sind. Diese Form einer qualifizierten Mehrheit wird in der Schweiz angewendet. Auch die Definition der qualifizierten Mehrheit im Rat der Europäischen Union basiert auf einem Prinzip der doppelten Mehrheit.
Kennzeichnend ist in beiden Fällen, dass für eine Beschlussfassung sowohl eine Mehrheit der Stimmbürger bzw. im Falle der EU eine Mehrheit der repräsentierten Bevölkerung als auch eine Mehrheit der Gliedstaaten der Gemeinschaft notwendig ist.

## Schweiz
Eine Verfassungsänderung auf der Bundesebene in der Schweiz kann nur in Kraft treten, wenn ihr bei einer Volksabstimmung sowohl die Mehrzahl der Stimmbürger (Volksmehr) als auch die Mehrzahl der Kantone der Schweizerischen Eidgenossenschaft (sogenanntes Ständemehr) zustimmen.

### Gliedstaat-Stimmen
Für das Ständemehr werden 20 Vollkantone mit je einer Stimme gezählt, die sechs Halbkantone mit je einer halben Stimme. Das Ständemehr beträgt demzufolge zwölf Stimmen. Im 19. Jahrhundert konnten die Kantone (= Stände) selbst festlegen, wie ihre jeweilige Standesstimme ermittelt wird. Heute bestimmt die einfache Mehrheit der im Kanton abstimmenden Bürger, wie die Standesstimme eines Kantons gewertet wird.
Da die beiden kleinsten Kantone mit Vollstimme nur weniger als 40.000 Einwohner zählen, die beiden größten jedoch mehr als 900.000 Bewohner haben, wird der größere Einfluss eines Bürgers der kleinen Kantone teilweise unter dem Gesichtspunkt der Wahlgleichheit problematisiert.

## Europäische Union
Der Rat der Europäischen Union (auch als Ministerrat bezeichnet) entscheidet, soweit die Verträge nicht eine Beschlussfassung mit einfacher Mehrheit oder eine einstimmige Beschlussfassung vorsehen, mit qualifizierter Mehrheit (Art. 16 EU-Vertrag).
Nach dem Vertrag von Lissabon ist für eine qualifizierte Mehrheit zum einen erforderlich, dass mindestens 55 % der Mitgliedstaaten einem Beschlussvorschlag zustimmen, wobei jedes Land eine Stimme hat. Des Weiteren müssen die zustimmenden Mitgliedstaaten insgesamt mindestens 65 % der EU-Bevölkerung repräsentieren (Art. 238 AEU-Vertrag). Die Bevölkerungszahlen und damit auch die Sitze im EU-Parlament haben sich nach dem EU-Austritt des Vereinigten Königreichs verschoben.
Diese Regelung trat 2014 in Kraft. Bis dahin galt noch die frühere Regelung nach dem Vertrag von Nizza, der zufolge bei Abstimmungen mit qualifizierter Mehrheit die Stimmen der Mitgliedstaaten „gewichtet“ wurden. Die einzelnen Staaten hatten dabei zwischen 3 und 29 Stimmen, die Gesamtstimmenzahl lag seit der 2007 erfolgten Erweiterung auf 27 Mitgliedstaaten bei 345 Stimmen. Für einen qualifizierten Mehrheitsbeschluss waren drei Bedingungen nötig: eine einfache Mehrheit der Mitgliedstaaten, 73,9 % der insgesamt 345 Stimmen und 62 % der EU-Bevölkerung.
Das Abstimmungsverfahren mit Stimmengewichtung geht auf die Anfangszeit der Europäischen Gemeinschaften zurück. Die Stimmzahl, die ein Land besitzt, richtet sich jeweils grob nach der Bevölkerungszahl, ist aber im Einzelnen durch Verhandlungen zustande gekommen und erscheint daher mehr oder weniger willkürlich. Insbesondere nachdem ein Scheitern des EU-Gipfels in Nizza nur durch eine Stimmverteilung verhindert werden konnte, welche schwer zu begründen war, wurde beim EU-Verfassungskonvent ein neues Abstimmungsverfahren gesucht, das gegenüber der Bevölkerung besser vermittelbar sein sollte. Hierfür wurde das Prinzip der doppelten Mehrheit gewählt, in dem die Bevölkerungszahl eines Landes stärker gewichtet wurde. Die bevölkerungsschwächeren EU-Staaten und insbesondere die im Vertrag von Nizza mit jeweils 27 Stimmen im Vergleich zu ihrer tatsächlichen Bevölkerungszahl begünstigten Länder Spanien und Polen lehnten das neue Modell jedoch zunächst ab, was beim Europäischen Rat vom Dezember 2003 die Verabschiedung des EU-Verfassungsvertrags verhinderte. Während der folgenden Regierungskonferenz wurden die zunächst ablehnenden Regierungen aber von dem Abstimmungsmodus der doppelten Mehrheit überzeugt, insbesondere nachdem es durch die spanische Parlamentswahl 2004 in diesem Land zu einem Regierungswechsel gekommen war.
Nach dem Scheitern des Verfassungsvertrags kehrte die 2007 neu gewählte polnische Regierung zwar noch einmal zur Forderung nach einem anderen Abstimmungsverfahren zurück und forderte nun die Einführung einer Stimmgewichtung nach dem Quadratwurzelgesetz von Lionel Penrose, die Wissenschaftler schon 2003 als Alternative vorgeschlagen hatten. Der mit diesem Stimmengewichtungsverfahren ermittelte jeweilige Machtindex der Mitgliedstaaten sollte dafür (mit der Nebenbedingung eines Quorums von 62 % der Stimmen) den sich nur indirekt über die jeweilige Regierung auswirkenden Einflussfaktor der jeweiligen Inlandsbevölkerung stärker berücksichtigen, indem jeder EU-Bürger über die Gewichtung der von der jeweiligen Regierung in einem Beschlussgremium der EU abgegebenen Stimmen die gleiche arithmetische Abstimmungsstärke (Einflussstärke) hat. Letztlich lenkte die polnische Regierung jedoch erneut ein, sodass im Vertrag von Lissabon das Verfahren der doppelten Mehrheit eingeführt wurde.